# انگلیسی آمریکای شمالی
انگلیسی آمریکای شمالی (NAmE, NAE) تعمیم‌یافته‌ترین گونه زبان انگلیسی است که در ایالات متحده و کانادا صحبت می‌شود. به دلیل تاریخ و فرهنگ مرتبط آن‌ها، به علاوه شباهت‌های بین تلفظ‌ها (لهجه‌ها)، واژگان، و دستور زبان انگلیسی آمریکایی و انگلیسی کانادایی، این دو نوع گفتاری اغلب در یک دسته‌بندی واحد قرار داده می‌شوند. کانادایی‌ها عموماً با هر دو املای بریتانیایی و آمریکایی مدارا می‌کنند و املای بریتانیایی برخی از کلمات (مثلاً colour) در محیط‌های رسمی‌تر و در رسانه‌های چاپی کانادا مورد علاقه است. برای برخی کلمات دیگر املای آمریکایی بر انگلیسی‌ها غالب است (مثلاً tire به جای tyre).